# کارل‌هاینتس فورستر
کارل‌هاینتس فورستر (به آلمانی: Karlheinz Förster) بازیکن فوتبال و مدافع اهل آلمان است که از سال ۱۹۷۸ میلادی عضو تیم ملی فوتبال آلمان بوده‌است. وی در ۸۱ بازی ملی حضور داشته است و آخرین بازی ملی خود را در سال ۱۹۸۶ میلادی انجام داد. کارل‌هاینتس فورشتر در بازی‌های ملی‌اش ۲ گل به ثمر رساند.